# عقيد عام
كولونيل عام (بالإنجليزية: Colonel general)، رُتبة عسكرية رفيعة المستوى، من رُتب ضباط هيئة الأركان العامة بالقوات المُسلحة، قد توازي أو تعلو رتبة الجنرال بحسب النظام العسكري للدولة المانحة للرُتبة، وهي رُتبة شاع استخدامها في كلٍ من روسيا وكوريا الشمالية على مدار تاريخ البلدين، كما أنها على علاقة وثيقة بالنظام العسكري في ألمانيا، إذ توازي رٌتبة الغنرال أوبرست (بالألمانية: Generaloberst)، ثاني أعلى رُتب ضباط هيئة الأركان؛ فهي تعلو رتبة الجنرال (بالألمانية: General) ولا يعلوها سوى رُتبة الفيلد مارشال (بالألمانية: Generalfeldmarschall).

## ألمانيا

### ألمانيا النازية
تساوت رٌتبة الكولونيل العام كرُتبة أربع نجوم (كود تعريفي OF-9) في العديد من جيوش الدول لتابعة لمنظمة حلف شمال الأطلسي (حلف ناتو) مع رُتبة الجنرال أوبرست بالفيرماخت، وكانت ثاني أعلى رُتب ضباط هيئة الأركان بعد رُتبة جنرال فيلدمارشال، علاوة على ذلك، مُنحت تساوت رُتبة الكولونيل العام مع العديد من النظائر في مُختلف أفرع القوات المُسلحة لألمانيا النازية، إذ تساوت مع:
- كرايغسمارين: غنرال أدميرال (بالألمانية: Generaladmiral)
- فافن إس إس: إس إس-أوبرست-غروبن فوهرر (بالألمانية: SS-Oberst-Gruppenführer und Generaloberst der Waffen-SS)
- شوتزشتافل: إ (بالألمانية: SS-Oberst-Gruppenführer)
- أوردنونغبوليتزي: جنرال أوبرست دير بوليتزي (بالألمانية: Generaloberst der Polizei)

وإن لم تُجد رُتبة موازية لرُتبة الكولونيل العام داخل الشتورمابتايلونك.

### ألمانيا الديموقراطية
مع نهاية الحرب العالمية الثانية عام 1945 وانتصار قوات الحلفاء وما تبع ذلك من تقسييم ألمانيا ووقوع شطرها الشرقي تحت السيادة السوفيتية، أُدخلت التعديلات على النظام العسكري هناك، كذلك رُتب الجيش الشعبي الوطني الذي أُعيد تشكيله عام 1956 ليتماشى مع النظام العسكري السوفيتي في ذلك الوقت، ومن ثمّ تساوت رُتبة الكولونيل العام مع رُتبة ارمي جنرال (بالألمانية: Armeegeneral) حديثة الإنشاء، لتوازي رُتبة جنرال ارمي (بالروسية: Генерал армии) بالجيش السوفيتي، وهي الرُتبة الأدنى من رُتبة مارشال جمهورية ألمانيا الديموقراطية (بالألمانية: Marschall der Deutschen Demokratischen Republik)، في الوقت نفسه أصبحت الرُتبة الأعلى من رُتبة الجنرال أوبرست السابقة في ألمانيا النازية، التي تحوّلت بدورها لرُتبة ثلاث نجوم (كود تعريفي OF-8) حتى إعادة توحيد ألمانيا عام 1990.

### ألمانيا الفيدرالية وألمانيا الاتحادية
على الجانب الأخر، أصبحت رٌتبة الجنرال (بالألمانية: General) أعلى الرُتب العسكرية والموازية لرُتبة الكولونيل العام في الشطر الغربي لألمانيا منذ إعادة تكوين جيش الاتحاد عام 1955 واستمرت كذلك بعد توحيد شطري البلاد.

## السويد
كانت رُتبة الجنرال اوفرشت (بالسويدية: Generalöverste) هي الرُتبة الموازية لرُتبة الكولونيل العام في السويد حتى القرن التاسع عشر حيث أُدخلت العديد من الإصلاحات على النظام العسكري السويدي وخاصة نُظم الترقيات، حيث أُزيلت رتبة الجنرال اوفرشت من سلسلة القيادة للقوات المسلحة السويدية، وحلّ محلها رتبة الجنرال، وهي أعلى رُتب ضباط هيئة الأركان على الإطلاق، ولا يستحقها سوى ملك السويد والقائد الأعلى للقوات المسلحة السويدية.

## روسيا

### الإمبراطورية الروسية
لم تكن ُرتبة الكولونيل العام معروفة في الجيش الإمبراطوري الروسي، حيث لم يُعمل بها في ذلك الوقت، كما لم يكن لها رُتبة مماثلة في الدرجة داخل أي فرع من أفرُع الجيش، فمن جانبها استخدمت الإمبراطورية الروسية مُسمّيات مُشتقة من الألمانية لرُتب قواتها المُسلحة، وإن خضع النظام العسكري بأكمله للتقاليد الروسية، بحيث كانت رُتبة جنرال فيلدمارشال (بالروسية: Генерал-фельдмаршал) أعلى رُتب ضباط هيئة الأركان في ذلك الوقت، ودونها رُتبة جنرال رودا فويسك (بالروسية: Генерал рдоа войск أي جنرال فرع)، وهي رُتبة أدنى من رُتبة الكولونيل العام بحسب نظام الرُتب المُقارنة المعمول به داخل مُنظّمة حلف شمال الأطلسي حيث تحمل رُتبة جنرال الفرع الكود التعريفي OF-8 مقابل الكود التعريفي OF-9 لرُتبة الكولونيل العام وOF-10 لرُتبة الجنرال فيلدمارشال.
من جانبها استمرت المؤسسة العسكرية الروسية في العمل بهذا النظام حتى قيام ثورة أكتوبر عام 1917 وتكوين الجيش الأحمر، في حين استمرّت الوحدات التابعة للحركة البيضاء والمُنخرطة في معارك الحرب الأهلية الروسية في العمل بالنظام العسكري الإمبراطوري حتى عام 1923.

### الاتحاد السوفيتي
بعد قيام الاتحاد السوفيتي وإعادة هيكلة أجهزة الدولة، أدخلت الحكومة الجديدة عدد من التعديلات على القوانين المُنظمة لعمل القوات المُسلّحة، كان أولها إلغاء جدول الرُتب المعمول به منذ عهد الإمبراطورية الروسية والعمل بنظام جديد للرُتب والترقيات العسكرية، وذلك باستحداث رُتبة الكوماندويوجي أرمي (بالروسية: Ҝомандующий армии أي قائد جيش)، وهي الرُتبة التي انقسمت داخليُا إلى درجتين؛ كوماندارم فتورافا رانكا (بالروسية: Ҝомандарм второго ранга أي كوماندارم ثاني)، وكوماندارم بيرفافا رانكا (بالروسية: Ҝомандарм первого ранга أي كوماندارم أوّل)، وكلتيهما مساويتين في الدرجة لرتبة الكولونيل العام بحسب النظام المعمول به وفقًا لقواعد منظمة حلف شمال الأطلسي.
وفي أعقاب اندلاع الحرب العالمية الثانية أجرت المؤسسة العسكرية السوفيتية تعديلات أُخرى على الرُتب العسكرية داخل القوات السوفيتية وذلك بإلغاء رُتبة الكوماندارم ثاني واستبدالها برُتبة الجنرال بولكوفنك (بالروسية: Генерал-полковник) في السابع من مايو لعام 1940 لتساوي هي الأخرى رُتبة الكولونيل العام، وعلى إثر هذه التعديلات تمت ترقية أكثر من 199 لرُتبة الكولونيل العام وارتدوا شارات كتف تحمل أربعة نجوم حتى عام 1943، وبعد هذا التاريخ تحوّلت رُتبة الجنرال بولكوفنك إلى رتبة ثلاث نجوم لتصبح رُتبة جنرال أرمي (بالروسية: Генерал армии أي جنرال الجيش) هي الوحيدة الموازية لرُتبة الكولونيل العام في العسكرية السوفيتية.
ويعيب نظام الرُتب العسكرية السوفيتية، ثمّ الروسية من بعده، عدم وضوحهما بالقدر الكافي خاصةً فيما يتعلّق بمساواتهم بالرُتب في العالم الغربي، فعلى سبيل المثال أُلغيت رُتبتي البريكادير (بالإنكليزية: Brigadier) والبريكادير العام (بالإنكليزية: Brigadier general) من النظام العسكري الروسي مُنذ عام 1798، ولم تُستحدث رُتبة نجمة واحدة مساوية لمثيلتها في النظام العسكري الغربي إلا في صفوف القوات السوفيتية فيما بين عامي 1935 و1940 عندما استُحدثت رُتبة كوماندير بريكادي (بالروسية: Командир бригады أي قائد اللواء)، والتي عُرفت اختصارًا باسم كومبريك.
على الجانب الأخر، لم تكن رُتبة الكولونيل العام أو أية رُتبة موازية لها في التاريخ العسكري السوفيتي من الرُتب النادرة، حيث مُنحت لقادة المناطق العسكرية، كذلك قادة الجبهات العسكرية ونائب وزير الدفاع ونائب رئيس هيئة أركان الجيش الأحمر.
جدير بالذكر أن رُتبة الكولونيل العام تُعد أعلى الرُتب العسكرية في بعض الدول الأعضاء بكومنولث الدول المُستقلة، مثل بيلاروسيا، خاصة في ظل عدم وجود رُتبتي جنرال الجيش أو المارشال في هذه الدول، ومن ثمّ فرُتبة الكولونيل العام في هذه البلاد تصبح حكرُا على وزير الدفاع وهو نفسه القائد الأعلى للقوات المُسلّحة.

### روسيا الاتحادية
لا تزال رُتبة الجنرال بولكوفنك قيد الاستخدام في القوات المُسلّحة لروسيا الاتحادية، ومُقارنةً برُتبة الجنرال أوبرست الألمانية، فهي ليست بالرُتبة الاستثنائية أو المحدودة، بل رُتبة انتقالية بين رتبة ثلاث نجوم ورتبة أربع نجوم، وهي موازية لرُتبة الأدميرال في القوات البحرية الروسية.
وحاليًا، يحمل ما لا يقل عن 877 فردًا رُتبة الكولونيل العام في مُختلف أفرع القوات المُسلًحة الروسية.

## سوريا
كحال العديد من الجيوش العربية، تتساوى رُتبة الكولونيل العام مع رُتبة الفريق أوّل في الجيش السوري، وهي رُتبة محفوظة لأقدم ضُبّاط الجيش وهي الأدنى من رُتبة المُشير، وغالبُا ما تقتصر رُتبة الفريق أوّل على وزراء الدفاع فقط، ولم يحمل تلك الرُتبة سوى ستة أشخاص على مدار تاريخ العسكرية السورية؛ وهم:
- حافظ الأسد: وزير الدفاع (23 فبراير 1966 - 1972) ورئيس البلاد (12 مارس 1971 - 10 يونيو 2000)
- مصطفى طلاس: وزير الدفاع (1972 - 12 مايو 2004)
- حكمت الشهابي: رتيس أركان الجيش السوري (1974 - 1998)
- علي حبيب محمود: وزير الدفاع (3 يونيو 2004 - 3 يونيو 2009)
- داود راجحة: وزير الدفاع (8 أغسطس 2011 - 18 يوليو 2012)
- فهد جاسم الفريج: وزير الدفاع (منذ 18 يوليو 2012)

## مصر
استُخدمت الرُتب التركية العُثمانية في القوات المسلحة المصرية من قِبل المملكة المصرية مًنذ عام 1922 وحتى بعد قيام ثورة يوليو، حيث استمر العمل بتلك هذه الرُتب حتى عام 1958 عندما أُدخلت التعديلات على النظام العسكري المصري واستُبدلت الرُتب العثمانية إلى ما هي عليه الآن، وخلال تلك الفترة تساوت رُتبة الكولونيل العام مع رُتبة السردار، ثاني أعلى رُتبة من رُتب ضباط هيئة الأركان في ذلك الوقت إذ لا يعلوها سوى رٌتبة المشير.
واقتصرت رُتبة السردار على رئيس الأركان البريطاني للقوات المسلحة المصرية والحاكم العام للسودان في ذلك الوقت، ولم يحملها سوى ستة قادة بدءًا من عام 1883 وحتى عام 1937؛ وكان السير إفلين وود أوّل من حمل هذه الرُتبة عام 1883، وأخرهم السير تشارلتون سبينكس عام 1924.
وبعد إعادة هيكلة الجيش المصري عام 1958 أصبحت رُتبة الفريق أوّل في القوات المسلحة المصرية هي الرُتبة الموازية لرُتبة الكولونيل العام، وهي ثاني أعلى رُتبة من رُتب ضباط هيئة الأركان بعد رُتبة المُشير، وتُعد رُتبة الفريق أوّل رُتبة شرفيّة في مصر، ولا تُمنح إلا لوزير الدفاع والقائد العام للقوات المسلحة، بالإضافة إلى رئيس المجلس الأعلى للقوات المسلحة وكذلك رئيس الأركان، وتُحتّم القوانين المُنظّمة للقوات المسلحة المصرية أن يكون رئيس الأركان حاملًا لرُتبة فريق أوّل على الأقل.

## معرض صور

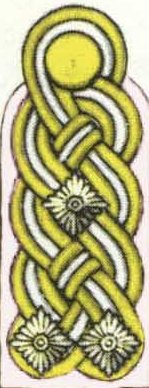
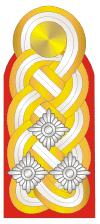
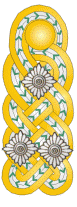